# Museo Arqueológico Adán Quiroga
El Museo Arqueológico Adán Quiroga es el espacio que resguarda la colección de piezas arqueológicas más importante de la provincia de Catamarca. Forma parte del Complejo Cultural Esquiú, ubicado en la zona céntrica de la ciudad de San Fernando del Valle de Catamarca. Además de su objetivo básico de preservación del patrimonio cultural, se realizan en el museo actividades de estudio e investigación.

## Historia
El museo se creó a mediados del siglo XX a partir de las colecciones reunidas por Fray Salvador Narváez en sus investigaciones en la provincia de Catamarca. Se instaló en un edificio neocolonial y durante varias décadas fue administrado por la orden Franciscana.

En 1975 pasó a la órbita oficial y desde entonces es administrado por la secretaría de Cultura de la ciudad de San Fernando del Valle de Catamarca.
El nombre del museo es un homenaje al doctor Adán Quiroga, personalidad destacada de la cultura de la provincia.

## Colecciones
El museo preserva unas 7000 piezas halladas en distintas ubicaciones dentro del territorio de la provincia de Catamarca y que corresponden a un período histórico de alrededor de 12 000 años. Se destacan los conjuntos de piezas correspondientes a la cultura de la Ciénaga (siglo I al V d. C.), la cultura de la Aguada, (siglo VI al IX d. C.) y la cultura Condorhuasi, cuyas diferentes fases se desarrollaron entre el 400 a. C. hasta el 700 d. C.
Dentro de su patrimonio se hallan restos humanos provenientes de distintas tumbas indígenas primitivas que, a partir del 2012, dejaron de estar expuestos al público, luego de una decisión de las autoridades del museo basada en principios de respeto a los derechos humanos de los pueblos originarios.